# Luis Hernández
Pour les articles homonymes, voir Hernández.
Ne doit pas être confondu avec Luis Fernandez.
Luis Arturo Hernández Carreón appelé plus couramment Luis Hernández est un footballeur mexicain né le 22 décembre 1968 à Poza Rica.

## Biographie
Surnommé El Matador et reconnaissable avec ses longs cheveux blonds qu'il gardera presque toute sa carrière, il marqua 4 buts lors de la Coupe du monde de football de 1998 en France. Il ouvrit le score en huitièmes de finale contre l'Allemagne mais le Mexique se fit rejoindre puis éliminer in-extremis par les Allemands. 
Il est l'un des meilleurs buteurs mexicains de tous les temps. Il a inscrit 35 buts en 85 matchs avec la sélection mexicaine, ce qui le place à égalité avec Carlos Hermosillo (4e meilleur de tous les temps).
Après avoir pris sa retraite en 2005, il rechausse les crampons pour l'année 2010 dans le football mexicain amateur pour quelques matchs dans l'équipe de Furia Naranja de la ville de Martínez de la Torre.

## Carrière internationale
- International mexicain : 
  - Vainqueur de la Coupe des confédérations 1999
  - Vainqueur de la Gold Cup 1998
  - Meilleur buteur de la Gold Cup 1998
  - Meilleur buteur de la Copa América en 1997